# Castillo de Haga

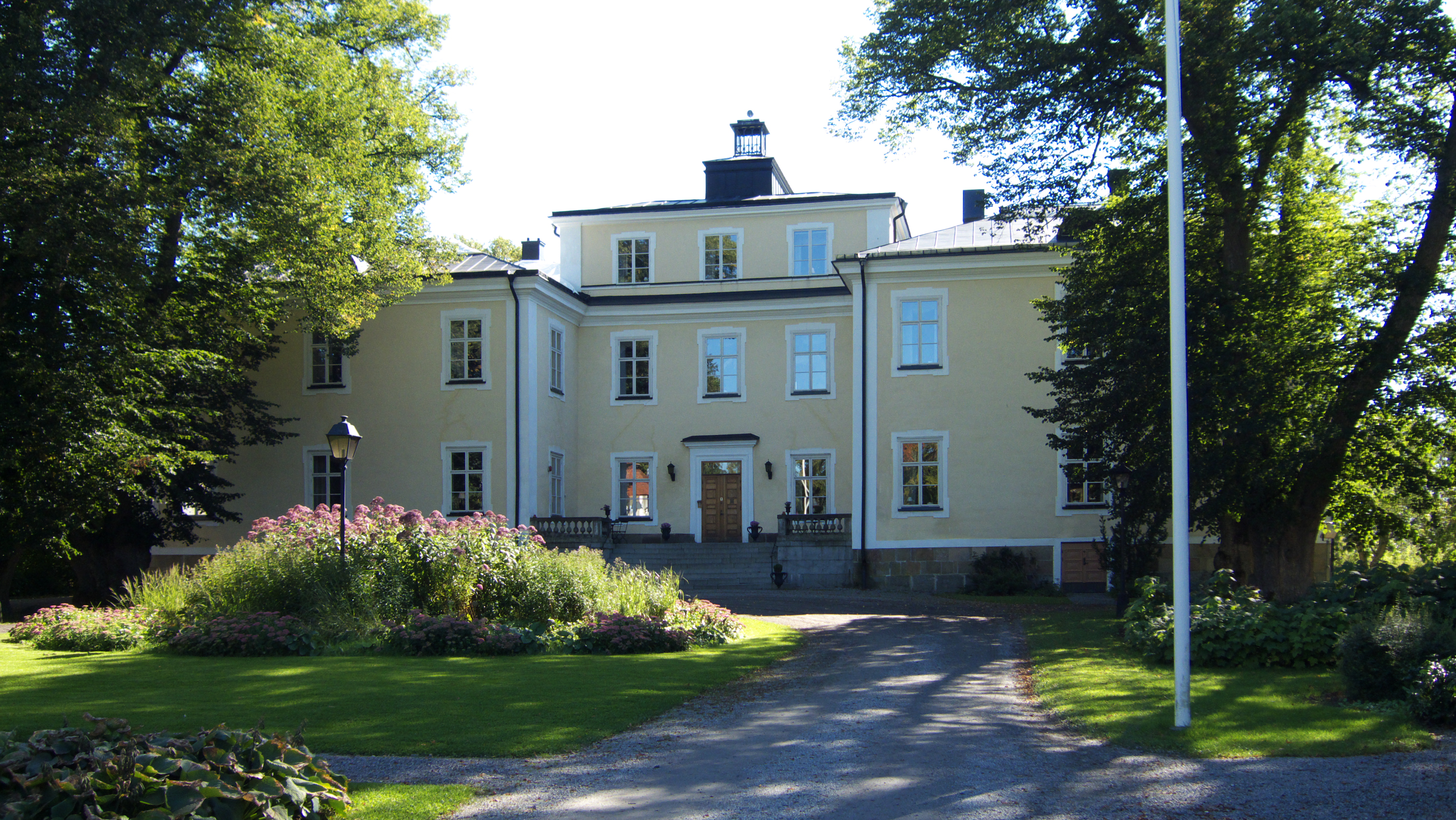
El Castillo de Haga en septiembre de 2011.

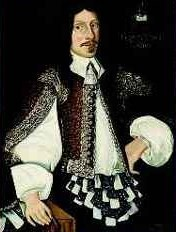
Gustaf Persson, Natt och Dag

El Castillo de Haga (Haga Slott) es un castillo a orillas del lago Mälaren a las afueras de Enköping en el condado de Uppsala, Suecia.
El primer propietario registrado de la propiedad de Haga fue el noble sueco Sten Bengtsson (Bielke). Construyó un edificio de piedra en la propiedad. Su hijo Ture Stensson (Bielke) aparentemente trasladó ese sitio donde ahora se encuentra el edificio principal de Haga.
Hasta la década de 1660, Haga permaneció como castillo de estilo medieval, con torres construidas irregularmente y alas. El actual Castillo de Haga fue construido por Nicodemus Tessin el Viejo encargado por Gustaf Persson, Natt och Dag. Fue completado en 1670.
En 1894 fue vendido al comerciante L. L. Liberg. El castillo fue vendido en 1912 al teniente Adolf Wersäll que empezó una extensa renovación. El Sindicato Sueco de Empleados de Hotel y Restaurante compró la propiedad en 1924 y la convirtió en residencia de verano para sus miembros. Desde principios de la década de 1940 hasta 1962, Haga funcionó como hospital mental. Después de extensas renovaciones, Haga abrió como hotel y centro de conferencias en 1990.